# バヤン・ウルギー県

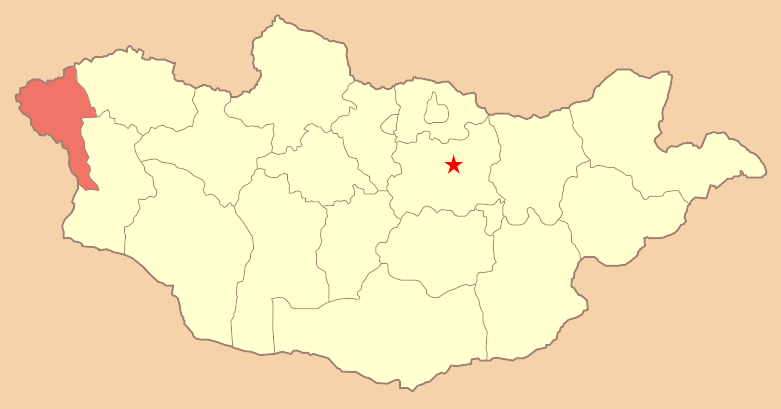
バヤン・ウルギー県

バヤン・ウルギー県（バヤン・ウルギーけん、モンゴル語: Баян-Өлгий-аймаг ; ᠪᠠᠶᠠᠨ
ᠥᠯᠦᠭᠡᠢ ラテン文字転写: Bayan-Ölgiy、カザフ語: Баян-Өлгей аймағы）は、モンゴル国の自治県。

## 概要
県庁所在地はウルギー。設立は1940年8月。
同国最西部に位置し、中華人民共和国新疆ウイグル自治区と接する。テュルク系カザフ人が人口の93%を占める。

## 文化
バヤン・ウルギーは、モンゴルの最西端に位置する辺境の地域であり、その文化的多様性と独自性が主にカザフ人の住民によって特徴づけられている。モンゴルの他の地域が遊牧民的なモンゴルの伝統に根ざしているのに対し、バヤン・ウルギーではカザフ文化が支配的であり、彼らは独自の習慣、言語、宗教を大切にしている。この地域の多くのカザフ人は母語であるカザフ語を話し、スンニ派のイスラム教徒であるため、仏教やシャーマニズムの伝統が根強いモンゴルの他の地域と宗教的にも異なっている。
バヤン・ウルギー文化の中心的な要素は、何世紀にもわたって受け継がれてきたワシ狩りの伝統。この狩猟方法では、訓練されたイヌワシを使って、キツネやウサギなどの動物を捕らえる。ワシ狩りは重要な収入源であるだけでなく、地域の文化的遺産としても大きな意味を持っている。ワシ飼い、つまりベルクッチは社会的に高く評価されており、彼らの技術は毎年開催されるゴールデン・イーグル・フェスティバルで称賛される。この祭りは国際的にも有名で、世界中から人々が集まり、壮観な狩猟ショーや伝統的な競技を観賞する。
ワシ狩りに加えて、バヤン・ウルギーの人々の日常生活では、家畜の飼育や伝統的なゲル（遊牧民のテント）での生活など、他の遊牧民の習慣も重要な役割を果たしている。カザフ人はその温かいもてなしで知られており、ベシュバルマク（肉料理）やクミス（発酵した馬乳）などの伝統的なカザフ料理もこの地域の食文化の一部。バヤン・ウルギーが辺境であるにもかかわらず、人々は自分たちの文化を生き生きと守り続け、カザフとモンゴルの伝統の架け橋となっている。

## 施設
- バヤンウルギー県博物館

## 人物
- ガルサン・チナグ - 作家、詩人